# Crambus humidellus
Crambus humidellus — вид лускокрилих комах з родини Вогнівок-трав'янок. Поширений у Хабаровському та Приморському краях, Сахалінській області Росії, в Китаї, на Корейському півострові та Японських островах. Метелики трапляються з червня по вересень. Розмах крил 23-24 мм.
Для цього таксона наводять дві синонімічні назви:
- Crambus splendidellus Christoph, 1881
- Crambus yokohamae Butler, 1879